# Ebenezer Syme
Ebenezer Syme (* 15. September 1825 in North Berwick, Schottland; † 13. März 1860 in St. Kilda, Australien) war ein schottisch-australischer Journalist.

## Leben
Ebenezer Syme, der ältere Bruder von David Syme, wurde 1825 in Schottland geboren. Zunächst studierte er Theologie an der University of St Andrews und zog als Straßenprediger durch den Norden von England. Gleichzeitig begann er zu schreiben und wurde 1851 der Assistent von John Chapman, dem Miteigentümer des Westminster Review.
Im April 1853 verließ Ebenezer Syme, teilweise aus gesundheitlichen Gründen, England und segelte mit seiner Frau Jane Hilton und drei kleinen Söhnen nach Australien. Bald schrieb er auch dort regelmäßig für die Zeitung The Argus, bis er sich Ende 1854 mit dem Besitzer Edward Wilson wegen inhaltlicher Differenzen überwarf. Bereits einen Monat später wurde er bei der neu gegründeten Zeitung The Age angestellt. Als auch diese Unternehmung zu scheitern drohte, ersteigerte er im Juni 1856 kurzerhand für 2000 Pfund die Zeitung bei einer Auktion.
Wegen seines kompromisslosen Einsatzes für jede radikale Bewegung zu dieser Zeit, wie etwa den 8-Stunden-Tag, freien Landbesitz und eine freie, säkulare Erziehung, war er bei der Arbeiterklasse geachtet und hatte großen Einfluss. Unbeliebt machte er sich dadurch allerdings bei den Kaufleuten, Hausbesitzern und Händlern. Nicht zuletzt deshalb blieb auch der finanzielle Erfolg seiner Zeitung aus. Von 1856 bis 1859 war er außerdem gewähltes Mitglied des Victorian Legislative Assembly und Repräsentant von Loddon.
Symes Gesundheit verschlechterte sich zusehends und er war gezwungen, seinen Posten als Herausgeber und Geschäftsführer bei der Zeitung Ende 1859 abzugeben. Mit 34 Jahren starb er am 13. März 1860 in St Kilda, Melbourne.